# Батюшков, Нефед Иванович
Нефед Иванович Батюшков (? — 1786) — герой русско-турецкой войны 1768—1774 годов.

## Биография
Происходил из старинного русского дворянского рода.
В военную службу вступил в 1756 году в артиллерию.
В чине капитана в 1768—1774 годах принял участие в войне против турок и 1 ноября 1770 года был награждён орденом св. Георгия 4-й степени (№ 65 по кавалерскому списку Судравского и № 64 по списку Григоровича — Степанова):
За отличную твердость в храбрости и неутомленность в трудах во время продолжения Бендерской осады, будучи без смены в траншее на батареях.
1 июля 1775 года был произведён в майоры 2-го фузилерного полка.
В 1783 году получил чин полковника и в 1785 году вышел в отставку с чином генерал-майора (по другим данным оставался полковником).
Скончался 6 апреля 1786 года.